# Pociąg osobowy

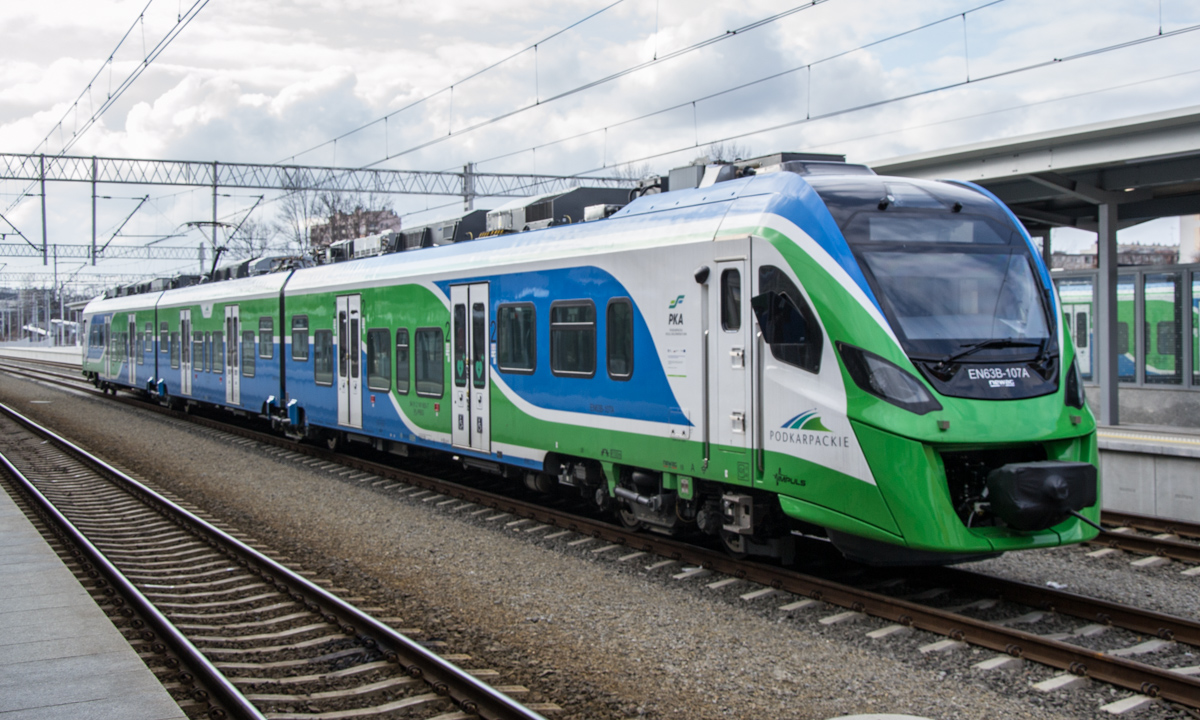
Pociąg osobowy

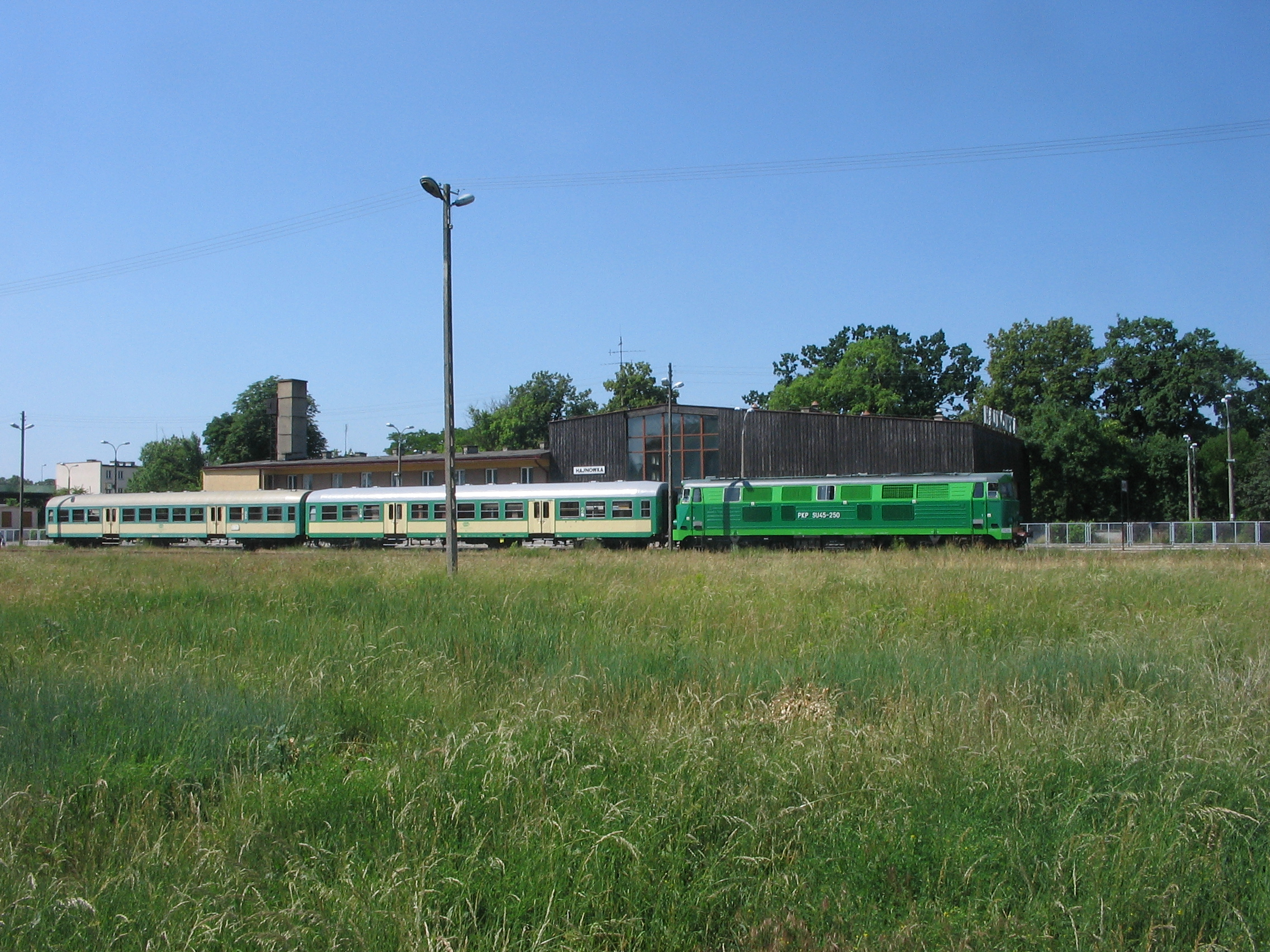
Przykład pociągu osobowego składem wagonowym z lokomotywą spalinową SU45-250

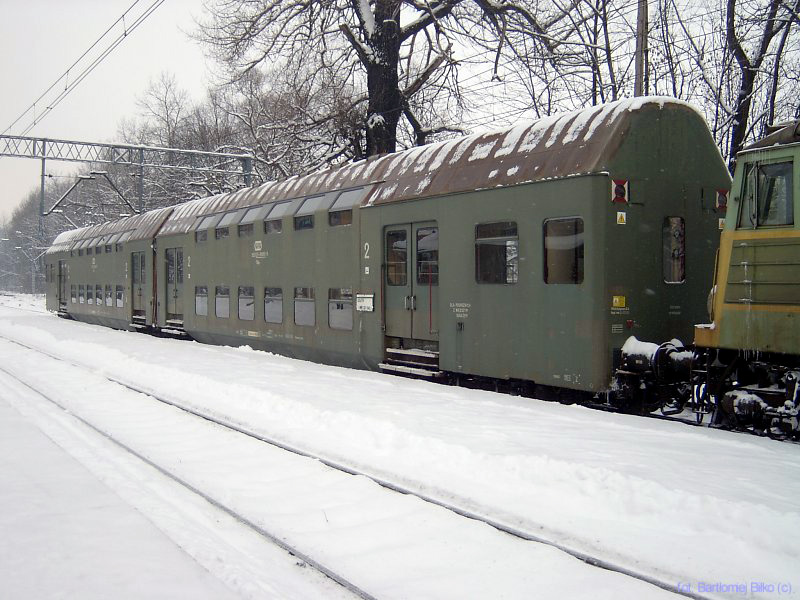
Przykład pociągu osobowego składem wagonów piętrowych z lokomotywą elektryczną

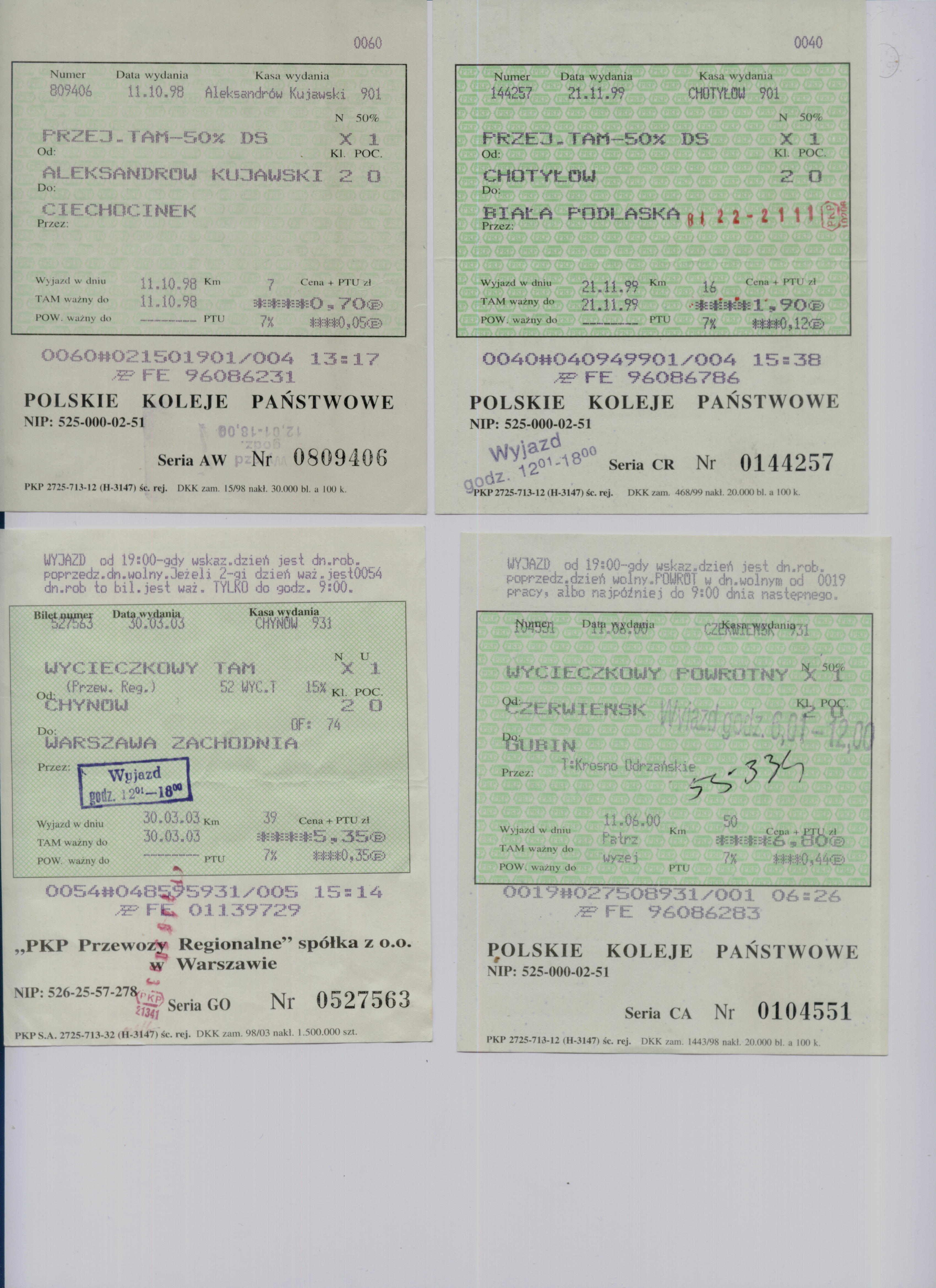
Przykłady biletów na przejazd pociągiem osobowym

Pociąg osobowy – kategoria pociągu pasażerskiego przeznaczonego do obsługi przewozów i zaspakajania potrzeb przewozowych w zakresie przewozu osób i bagażu. Przejazd osób odbywa się na podstawie biletu (czasami także opłat dodatkowych).
Wymagania techniczno-eksploatacyjne dla pociągów osobowych jako jednego z rodzajów pociągów pasażerskich nie zostały dotychczas unormowane Kartą UIC. Cechy charakterystyczne dla pociągów osobowych określane są na podstawie doświadczeń przewoźników.

## Zestawienie pociągu osobowego

### Pociągi złożone z wagonów
W skład pociągu osobowego zestawionego z wagonów osobowych wchodzi co najmniej jedna czynna lokomotywa (bez względu na to, czy pociąg jest pchany, czy ciągnięty) i wagony osobowe, których rodzaj uzależniony jest od przeznaczenia pociągu i charakteru przewozów, jakie będą tym pociągiem obsługiwane (wagony 2 klasy, wagony 1 klasy lub wagony klasy 1/2, czasem wagony barowe, sporadycznie inne, np. restauracyjne). Od 13 grudnia 2009 wagony 1 klasy obecne są tylko w pociągach wyższych kategorii (TLK – dawne pośpieszne, Intercity), natomiast w zwykłych pociągach osobowych – jedynie wagony 2 klasy. Często stosowane są wagony ze zwiększoną liczbą drzwi, co ułatwia dostęp i przyspiesza wymianę pasażerów w punktach zatrzymania pociągu. Dla zwiększenia liczby miejsc oferowanych dla podróżnych stosowane są wagony dwukondygnacyjne (tzw. piętrowe). Połączone wagony umożliwiają przemieszczanie się pasażerów i obsługi przez cały skład pociągu.

### Pociągi złożone z zespołów trakcyjnych
Do obsługi pociągu osobowego może zostać użyty spalinowy zespół trakcyjny albo elektryczny zespół trakcyjny. Warunkiem użycia do obsługi pociągu osobowego elektrycznego zespołu trakcyjnego (w skrócie EZT) jest wyposażenie linii kolejowej, po której będzie odbywał się przejazd danego pociągu w sieć trakcyjną. Zasadniczo wyróżnić można dwa rodzaje pociągów obsługiwanych przez zespoły trakcyjne. Jeden z nich to zespoły trakcyjne przystosowane do obsługi linii z niskimi i wysokimi peronami, drugi zaś przystosowany do obsługi linii wyłącznie z wysokimi peronami (obecnie w Polsce ten drugi rodzaj taboru nie występuje w ruchu pociągów osobowych z wyłączeniem dwóch jednostek EW60 należących do Kolei Mazowieckich).

### Pociągi obsługiwane wagonami spalinowymi
Na liniach, na których zapotrzebowanie na przewozy w określonych porach (albo stale) ogranicza się do kilkudziesięciu pasażerów do obsługi pociągów osobowych mogą być użyte wagony spalinowe. W razie potrzeby, celem zwiększenia liczby miejsc dla pasażerów do wagonu spalinowego może zostać doczepiony dodatkowy wagon do przewozu osób.

## Charakterystyka techniczna
- Długość – maksymalna długość pociągu osobowego nie powinna być większa, niż najkrótsza krawędź peronu, przy której pociąg zgodnie z rozkładem jazdy będzie się zatrzymywał. Odstępstwo od tej zasady jest dozwolone na określonych w rozkładzie jazdy pociągu warunkach.
- Prędkość – uzależniona jest od konstrukcji taboru i przewidzianej dla niego prędkości maksymalnej oraz od dozwolonej prędkości jazdy na liniach kolejowych po których odbywał będzie się przejazd pociągu osobowego. Prędkość pociągu osobowego wyznaczona jest w rozkładzie jazdy dla niego opracowanym.
- Ciężar – dopuszczalny ciężar pociągu osobowego jest określony w rozkładzie jazdy i może być zwiększony w granicach do 5%. W rozkładzie jazdy ustalony jest także tzw. wymagany ciężar hamujący.

## Pociągi osobowe w Polsce
W Polsce przewoźnikami wykonującymi regularne przewozy kolejowe osób pociągami osobowymi są:
- Arriva RP
- Koleje Dolnośląskie
- Koleje Mazowieckie
- Koleje Śląskie
- Koleje Wielkopolskie
- UBB Polska
- Polregio (pociągi osobowe kursują pod nazwą handlową REGIO)
- PKP Szybka Kolej Miejska w Trójmieście
- Szybka Kolej Miejska w Warszawie
- Warszawska Kolej Dojazdowa
- Stowarzyszenie Kolejowych Przewozów Lokalnych w Kaliszu
- Łódzka Kolej Aglomeracyjna w Łodzi
- Koleje Małopolskie
- inni przewoźnicy kolejowi uruchamiający pociągi osobowe okazjonalnie